# Dave McNally
Pour les articles homonymes, voir McNally.
 (novembre 2023).
Si vous disposez d'ouvrages ou d'articles de référence ou si vous connaissez des sites web de qualité traitant du thème abordé ici, merci de compléter l'article en donnant les références utiles à sa vérifiabilité et en les liant à la section « Notes et références ».
Dave NcNally, né le 31 octobre 1942 à Billings, dans le Montana aux États-Unis, et décédé dans la même ville le 1er décembre 2002, est un joueur de baseball ayant évolué à la position de lanceur. Il a passé l'essentiel de sa carrière dans le baseball majeur avec les Orioles de Baltimore, de 1962 à 1974, avant de jouer sa dernière saison en 1975 avec les Expos de Montréal. Il a remporté 184 victoires en saisons régulières et 2 en Série mondiale, a fait partie à trois reprises des équipes d'étoiles de la Ligue américaine, et a pris part à deux conquêtes de la Série mondiale.

## Carrière
Dave McNally s'est joint à l'organisation des Orioles de Baltimore en signant une entente à titre de joueur autonome amateur le 9 septembre 1960. Il a fait ses débuts avec les Orioles le 26 septembre 1962. Au cours de ses 13 saisons à Baltimore, il a remporté 181 victoires, a fait partie à trois reprises des équipes d'étoiles de la Ligue américaine, et a pris part à deux conquêtes de la Série mondiale. 1970 a été la saison la plus productive de sa carrière avec 24 victoires, un sommet dans la Ligue américaine. Les Orioles disposaient alors d'un redoutable personnel de lanceurs, comptant aussi dans leurs rangs Mike Cuellar, auteur également de 24 victoires, ainsi que Jim Palmer avec 20. Le 13 octobre de cette saison-là, dans le troisième affrontement de la Série mondiale contre les Reds de Cincinnati, McNally a complété le match en remportant la victoire, et il s'est payé le luxe d'être le premier lanceur de l'histoire du baseball majeur à réussir un Grand Chelem en Série mondiale.
Le 4 décembre 1974, Dave McNally a été échangé avec deux autres joueurs aux Expos de Montréal, en retour de Ken Singleton et Mike Torrez. Il a remporté les 3 dernières victoires de sa carrière dans l'uniforme des Expos.
McNally a succombé dans sa ville natale à un cancer du poumon, à l'âge de 60 ans.

## Décision sur la clause de réserve
En 1975, Dave McNally a été impliqué avec le lanceur Andy Messersmith dans une cause soumise en arbitrage. Un arbitre a statué qu'un joueur du baseball majeur devenait autonome après avoir joué une saison sans contrat, annulant ainsi la clause de réserve. McNally et Messersmith ont pu ainsi obtenir leur autonomie.

## Statistiques comme lanceur[1]

### En saison régulière
| Saisons   | Équipes   | G   | IP      | H    | BB  | SO   | W   | L   | SHO | ERA  |
| --------- | --------- | --- | ------- | ---- | --- | ---- | --- | --- | --- | ---- |
| 1962-1974 | Baltimore | 412 | 26522⁄3 | 2400 | 790 | 1476 | 181 | 113 | 33  | 3,18 |
| 1975      | Montréal  | 12  | 771⁄3   | 88   | 36  | 36   | 3   | 6   | 0   | 5,24 |
| TOTAUX    |           | 424 | 2730    | 2488 | 826 | 1512 | 184 | 119 | 33  | 3,24 |

### En Série mondiale
| Saisons | Équipes   | G | IP    | H  | BB | SO | W | L | SHO | ERA  |
| ------- | --------- | - | ----- | -- | -- | -- | - | - | --- | ---- |
| 1966    | Baltimore | 2 | 111⁄3 | 6  | 7  | 5  | 1 | 1 | 1   | 1,59 |
| 1970    | Baltimore | 1 | 9     | 9  | 2  | 5  | 1 | 0 | 0   | 3,00 |
| TOTAUX  |           | 3 | 201⁄3 | 15 | 9  | 10 | 2 | 1 | 1   | 2,24 |

### Exploits et honneurs
- Sur les équipes d'étoiles de la Ligue américaine (1969, 1970, 1972)
- Champion de la Série mondiale (1966, 1970)
- Quatre saisons consécutives de 20 victoires et plus (1968-1971)
- Plus grand nombre de victoires de la Ligue américaine avec Mike Cuellar (24 en 1970)
- Premier lanceur de l'histoire à frapper un Grand Chelem en Série mondiale[3]